# مشقف (الطفة)

تعديل مصدري - تعديل

مشقف هي إحدى قرى عزلة ال هياش بمديرية الطفة التابعة لمحافظة البيضاء، بلغ تعداد سكانها 140 نسمة حسب تعداد اليمن لعام 2004.